# Ты, живущий
«Ты, живущий» (швед. Du Levande) — шведская трагикомедия 2007 года известного режиссёра Роя Андерссона. Мировая премьера фильма состоялась 24 мая 2007 года. В России фильм впервые был показан 26 сентября 2007 года в рамках Фестиваля шведского кино в Москве. Фильм был высоко оценен зрителями и кинокритикой.

## Сюжет
В фильме нет центрального сюжета, он состоит из пятидесяти коротких эпизодов-зарисовок, иногда ироничных, иногда довольно абсурдистских. Замысел режиссёра состоял в том, чтобы показать картину шведского общества, простых горожан, с разных сторон.
Действие происходит в одном городе (в разных его местах, где, однако, персонажи из различных эпизодов могут пересекаться), в один дождливый день, и начинается с короткого монолога одного из жителей, который только что проснулся и говорит, что ему снилось, будто прилетели бомбардировщики.
Действующие лица и краткий пересказ некоторых историй:
- Женщина средних лет сетует на несчастья в жизни и в то же время полностью погружена в себя. Её парень пытается её утешить и приглашает её на ужин. Она же позже отвергает поклонника в плаще, который пытается подарить ей букет цветов.
- Плотник, которому приснилось, что он осужден и казнен за то, что разбил 200-летний китайский сервиз, пытаясь исполнить «трюк со скатертью».
- Карманник крадет бумажник у посетителя в дорогом ресторане до того, как посетитель собирался оплатить счет.
- Психиатр потерял веру в способность людей быть счастливыми из-за их эгоизма, и теперь просто прописывает всем подряд сильнодействующие препараты.
- Бизнес-консультант приходит в парикмахерскую и придирками доводит парикмахера-иммигранта до того, что тот портит ему прическу. После чего, постриженный налысо, идет на рабочее совещание, во время которого генеральный директор умирает от инсульта.
- Музыкант, играющий на сузафоне, зарабатывает деньги, играя на похоронах. Он играет и на похоронах генерального директора.
- Девушка (Йессика Лундберг) находит своего музыкального идола, Мике Ларссона (Эрик Бекман), в таверне. Он приглашает её и её друга к себе в студию, чтобы выпить, но дает ей неправильный адрес. Позже она рассказывает в столовой, полной людей, как мечтает выйти за него замуж. Ей снится сон, будто их дом вместе с ней и Мике приезжает по железной дороге на станцию, где люди радуются и приветствуют счастливую пару.

Некоторые миниатюры связаны друг с другом, другие — нет. Герои выглядят, как правило, нелепо; порой они, рассказывая свою историю, обращаются непосредственно в камеру.
Концовка фильма весьма неожиданна и фантасмагорична.

## В ролях
| Актёр             | Роль   |
| ----------------- | ------ |
| Джессика Лундберг | Анна   |
| Элизабет Хеландер | Миа    |
| Бьёрн Энглунд     | тубист |
| Лейф Ларссон      |        |
| Олле Олсон        |        |
| Биргитта Перссон  |        |
| Кемаль Сенер      |        |
| Хокан Ангсер      |        |
| Рольф Энгстрём    |        |

## Дополнительная информация
Каждая миниатюра снята с первого раза. Режиссёр работал над фильмом с 2005 по 2007 год.

## Интересные факты
Стол со свастиками, показанный в одном из эпизодов фильма, был изготовлен лично режиссёром картины Роем Андерссоном.

## Призы
- Приз зрительских симпатий на Гётеборгском кинофестивале 2008 года.
- Кинопремия Северного Совета 2008 года.